# Зенетос, Такис
Такис Панайотис Зенетос (греч. Τάκης (Παναγιώτης) Ζενέτος; 1926, Афины — 28 июня 1977, Афины) — греческий архитектор. Работал в стиле модерн.

## Жизнь и творчество
Такис Зенетос получил художественное образование в парижской Школе изящных искусств, которую закончил в 1954 году. Из реализованных его проектов наиболее интересны виллы, построенные в Кавури и Глифаде (к сожалению, обе разрушены). Особенно замечательны в этих зданиях далеко выступающие террасы. Наиболее известной из сохранившихся работ Зенетоса является здание крупнейшей в Греции пивоварни Fix. Всего же по проектам архитектора было возведены более 120 построек.
В 1977 году Такис Зенетос покончил жизнь самоубийством, выпрыгнув из окна своего офиса в Колонаки.

## Избранные работы
- Пивоваренное предприятие Fix (частично было снесено, в настоящее время реставрируется)
- Вилла в Кавури, 1961 (снесена)
- Апартаменты Амалиас, Афины (близ Национального парка)
- Театр Ликавит, 1965
- Электронный Урбанизм (проект)
- Ресторан Медрано (проект)
- «Круглая школа» в Агиос Димитириос, 1969 (реставрирована, 2000)
- Вилла в Глифаде (снесена)

## Галерея
- Проекты Т.Зенетоса
- Изображения работ архитектора Т.Зенетоса, в том числе Вилла в Глифаде и Апартаменты в Амилиасе
- Вид на Круглую школу Т.Зенетоса
- Изображение виллы в Кавури